# Dabiq (Magazin)
Dabiq (arabisch دابق, DMG Dābiq) ist der Titel eines monatlichen englischsprachigen Online-Magazins, das von der Terrororganisation „Islamischer Staat“ für Propaganda, Rekrutierung und Legitimierungsbestrebungen des IS-Kalifats über Deep Web verbreitet wird. Seit seinem erstmaligen Erscheinen im Juli 2014 wurden einzelne Ausgaben in eine Vielzahl von Sprachen übersetzt, unter anderem Französisch, Russisch und Deutsch. Die Zeitschrift umfasst zwischen 40 und 60 Seiten.

## Eigenbeschreibung
Dabiq versteht sich als „ein regelmäßig erscheinendes Magazin, das insbesondere die Themen Tauhīd (Einheit), Manhadsch (Methodik), Hidschra (Migration), Dschihad (Heiliger Krieg) und Dschamāʿa (Gemeinschaft) behandelt. Es enthält auch Fotoreportagen, aktuelle Ereignisse und Artikel über Themen, die mit dem IS zu tun haben.“
Dabiq ist auch der Name einer nordsyrischen Ortschaft. Nach der islamischen Eschatologie ist dies der Ort, wo die muslimischen Armeen am Ende der Zeit auf ihre Feinde treffen werden. In verschiedenen Ausgaben wird vorhergesagt, dass die Armeen des IS die der „Kreuzzügler“ bei Dabiq bekämpfen werden. Am 17. Oktober 2016 wurde das vom IS besetzte Dabiq ohne bedeutende Gegenwehr aufgegeben.

## Inhalt
Harleen K. Gambhir vom Institute for the Study of War sieht Parallelen zwischen Dabiq und „Inspire“, dem auf ein westliches Publikum zugeschnittenen Propagandaorgan von al-Qaida auf der arabischen Halbinsel. „Inspire“ ermutige seine Leser vor allem zu individuellen Attentaten in westlichen Staaten und enthalte darüber hinaus nur wenig religiös-rechtliche Legitimierungsversuche. Demgegenüber richte Dabiq einen Großteil seines Inhaltes auf die Legitimierung des sogenannten Kalifats und versucht Muslime zur Emigration dorthin zu bewegen.
Der Politologe Asiem El Difraoui ist der Auffassung, dass Dabiq dabei versucht, die Geschichte al-Qaidas und deren Vertretern wie Osama bin Laden, Abu Musab al-Zarqawi oder Anwar al-Awlaki für die eigenen Propagandazwecke zu vereinnahmen.
Das Magazin proklamiert in mehreren Ausgaben ebenfalls die langfristige Strategie des IS, die sich an dschihadistischen Vordenkern, wie Abu Musab al-Suri und Abu Bakr Naji orientiert. Dabiq greift dabei das Narrativ von einem vom Westen geführten „Krieg gegen den Islam“ auf.
Harleen K. Gambhir stellt fest, dass in Dabiq sowohl militärische Erfolge, als auch Niederlagen des IS als Teil eines göttlichen Plans gerahmt werden. Erfolge würden als Zeichen der Zustimmung, Rückschläge hingegen als „Prüfung“ umgedeutet, die die Gläubigen stärken und jene „schwachen Herzens“ aussortieren sollen.
Die zahlreichen Berichte über Kampfhandlungen, die Dabiq publiziert, werden mit brutalen Bildern illustriert. Demgegenüber zeigt das Magazin Darstellungen, die das Leben im sogenannten Kalifat idealisieren und eine Wohltätigkeit des IS gegenüber den Menschen im Herrschaftsgebiet hervorheben sollen. Die Wissenschaftler Daniel H. Heinke und Hazim Fouad interpretieren die Beiträge als den Versuch die Entwicklung des IS als „Erfolgsstory“ zu verkaufen, die potentielle Anhänger zur Einwanderung bewegen soll. Ebenfalls umfangreich illustriert sind Berichte über die Vollstreckung von Rechtsurteilen. Praktiken wie die Versklavung jesidischer Frauen und Kinder oder die islamrechtlich umstrittene Hinrichtungsmethode durch Verbrennen werden in Dabiq umfangreich religiös-rechtlich begründet. Asiem El Difraoui spricht diesbezüglich von „pseudoreligiösen Rechtfertigungen“.
Darüber hinaus berichtet das Magazin von gefallenen IS-Kämpfern. Der auf Islamismus spezialisierte Politblog „Erasmus-Monitor“ stellt fest, dass getötete Kämpfer in Dabiq als Helden inszeniert werden, deren Lebensweg besonders geradlinig und fromm gewesen sei. Laut dem Blog soll damit die Opferbereitschaft von Kämpfern und potentiellen Anhängern gestärkt werden.
Neben der Verherrlichung des Dschihad werden auch Kämpfer interviewt. So im Februar 2015 Abdelhamid Abaaoud, der mutmaßliche Organisator der späteren Anschläge von Paris. Abdelhamid Abaaoud berichtet, ohne ins Detail zu gehen, in dem mit mehreren Fotos versehenen Beitrag, wie er mit zwei Glaubensbrüdern nach Europa reiste, „um die Kreuzzügler zu terrorisieren, die Krieg gegen die Muslime führen“. Nach einem ersten gescheiterten Attentatsplan sei ihm die Rückkehr nach Syrien gelungen, obwohl ihm die Behörden in Griechenland auf der Spur gewesen seien. „All das beweist, dass ein Muslim die Geheimdienste der Kreuzzügler nicht fürchten sollte.“ Eine weitere Rubrik der Zeitschrift heißt: „In the Words of the Enemy“. In Heft 7 wird beispielsweise „the Kāfir Patrick Cockburn“ vorgestellt, ein irischer Journalist, der für die Financial Times und den Independent als Nahostkorrespondent gearbeitet hat.
In der April-Ausgabe (2016) rief der IS seine Anhänger zur Tötung des deutschen Salafistenpredigers Pierre Vogel auf. Als Begründung gaben sie an, dass Vogel ein Abtrünniger sei, der „den Komfort der westlichen Welt angenommen und ein friedliches Leben in den Ländereien der ältesten Feinde des Islams angenommen“ habe. Vogel hatte sich zuletzt kritisch über den IS-Terror in Europa geäußert. Nach den Anschlägen von Paris am 13. November 2015 hatte er via Facebook kritisiert, dass solche Anschläge laut Koran verboten seien. „Ich bin der Überzeugung, dass solche Anschläge haram sind, also Sünde“, schrieb er. An seine Anhänger richtete er den Appell: „Haltet euch davon fern! Und wenn ihr wisst, dass jemand so etwas vorhat, dann haltet ihn auf.“ Mit diesen Äußerungen hat sich Vogel nun selbst in die Schusslinie der Islamisten gebracht.

## Zielgruppe
Asiem el-Difraoui vertritt die Auffassung, dass Dabiq bewusst Codes verwendet, die auch das westliche Publikum versteht. Die Zeitschrift versuche, maximale Aufmerksamkeit für den IS zu generieren, wobei die Kernkommunikation der eigenen Ideologie in der eigenen Hand verbleiben solle.
Harleen K. Gambhir hält es für wahrscheinlich, dass der IS sich mit Dabiq sowohl an potenzielle Unterstützer im Westen als auch an dessen Feinde richtet. Auch der Journalist Patrick Gensing vertritt die Auffassung, dass Dabiq eine zweifache Strategie verfolgt, nach der „Sympathisanten mobilisiert und ideologisch munitioniert“ und Gegner eingeschüchtert werden sollen.
Daniel H. Heinke und Hazim Fouad erklären, dass die Abbildungen von Gewalthandlungen und Hinrichtungen in Dabiq in westlichen Staaten zwar mehrheitlich abstoßend wirken, innerhalb der extremistischen Szene den IS aber an Attraktivität gewinnen ließen.